# Fonds des martyrs de l'Autorité palestinienne
Le fonds des martyrs de l'Autorité palestinienne, en arabe : مؤسسة رعاية أسر الشهداء والجرحى, est un programme financier géré par l'Autorité nationale palestinienne (AP). Il fonctionne par le biais de deux canaux principaux : La fondation pour le soin des familles des martyrs qui fournit un soutien financier mensuel aux familles des Palestiniens qui ont été tués, blessés ou détenus dans le cadre d'actes de violence contre des Israéliens et le fonds pour les prisonniers qui verse des paiements aux Palestiniens détenus dans les prisons israéliennes.
En 2017, Israël estime que l'Autorité palestinienne avait versé 300 millions de dollars US en allocations et autres avantages, ce qui représente environ 7 % du budget de son budget. Certaines critiques qualifient le fonds de « payer pour tuer » et accusent les paiements d'« encourager le terrorisme ».
En 2014, les critiques croissantes concernant ces paiements conduisent l'Autorité palestinienne à transférer la gestion du Fonds des martyrs à la Commission des affaires des détenus et ex-détenus palestiniens de l'Organisation de libération de la Palestine (OLP), qui verse désormais les fonds gouvernementaux aux bénéficiaires et à leurs familles. 
Le 10 février 2025, le président de l'Autorité palestinienne, Mahmoud Abbas, signe sous la pression américano-israélienne un décret mettant fin au fonds des martyrs.

## Histoire

### Développement initial
Le mouvement palestinien Fatah créé le Fonds des moudjahidines et des martyrs de Palestine, en 1964  pour indemniser les familles des militants fedayins palestiniens morts ou blessés
,.
En 1971, ce fonds est remplacé par la Société pour l'assistance aux martyrs et prisonniers palestiniens. Elle catégorise les « martyrs militaires » au sens large, incluant non seulement les fedayins tués au cours d'opérations militaires, mais aussi ceux qui mouraient de causes naturelles alors qu'ils étaient en service actif. Leurs familles reçoivent des allocations en espèces. Les non-membres de l'Organisation de libération de la Palestine (OLP) décédés lors d'affrontements avec les forces de sécurité israéliennes reçoivent des paiements uniques, ce qui incite les familles à demander, à titre posthume, la reclassification de leurs proches décédés en tant que combattants.
Divers organismes de financement gèrent ces paiements au fil des décennies, notamment le Fonds pour les familles des martyrs et des blessés. La Société des œuvres des martyrs de Palestine, est fondée en 1970 :  elle assume une partie de la responsabilité du paiement des martyrs tout en fournissant des emplois dans les camps de réfugiés palestiniens au Liban tout au long des années 1970,.

### Formalisation et controverse
Ces paiements sont systématisés pendant la seconde intifada (2000-2005), mais la question de savoir quels militants de toutes les factions politiques palestiniennes recevraient des paiements de l'Autorité palestinienne est très contestée. Mahmoud Abbas supprime ces paiements pour les prisonniers affiliés à l'OLP, mais il les rétablit en 2009. Le gouvernement de l'Autorité palestinienne prétend qu'il ne verse pas d'argent aux familles des prisonniers appartenant au Hamas ou au Jihad islamique palestinien.

### Évolution récente
Après l'élection de Joe Biden à la présidence des États-Unis en 2020, les responsables palestiniens expriment leur volonté de modifier le système de paiement. Le changement proposé consiste à baser les allocations sur les besoins financiers des prisonniers plutôt que sur la durée de la peine, ce qui met l'Autorité palestinienne en conformité avec la loi américaine Taylor Force de 2018 (en). Cette loi suspend l'aide américaine à l'Autorité palestinienne tant qu'elle continue à verser des allocations aux prisonniers, y compris à ceux condamnés pour des attaques contre des civils israéliens, et aux familles de ceux qui ont été tués en combattant des Israéliens,
.
Le 10 février 2025, signe sous la pression américano-israélienne un décret mettant fin au fonds des martyrs,. Le nouveau système fonde les allocations aux familles uniquement sur les besoins financiers, un geste décrit comme un geste de bonne volonté envers la nouvelle administration de Donald Trump. Cette décision fait l'objet de critiques internes, notamment de la part de Qadura Fares, chef du ministère des Affaires des détenus et des ex-détenus de l'Autorité palestinienne (en). Qadura Fares est alors licencié le 18 février. Le Hamas qualifie le licenciement de Qadura Fares de « soumission aux dictats sionistes et américains »,.

## Structure et fonctionnement
L'Autorité palestinienne distribue les paiements par le biais de deux fonds principaux :
- Le fonds pour les prisonniers verse des paiements aux personnes emprisonnées par Israël (« paiements aux prisonniers »)
- La fondation pour les soins aux familles des martyrs (« fonds pour les martyrs »), qui relève du ministère des Affaires sociales de l'Autorité palestinienne, apporte un soutien financier aux familles des personnes blessées ou tuées lors des affrontements avec Israël[14],[15].

Les deux fonds fonctionnent sous l'égide de l'OLP mais reçoivent leur financement de l'Autorité palestinienne, qui emploie plus de 500 fonctionnaires.

### Budget
Ces paiements s'élèvent à plus de 300 millions de dollars par an, ce qui représente environ 7 % du budget annuel de l'Autorité palestinienne.
En 2017, le système de paiement a alloué :
- 160 millions de dollars à 13 000 bénéficiaires de « paiements aux prisonniers » (12 307 dollars en moyenne par personne).
- 183 millions de dollars à 33 700 familles environ en « paiements aux martyrs » (5 430 dollars en moyenne par famille), chaque année.

Du montant total :
- 36 millions de dollars sont allés à des prisonniers purgeant des peines de plus de 20 ans,
- 10 millions de dollars à d'anciens membres des forces de sécurité,
- 1 million de dollars aux familles de 200 auteurs d'attentats-suicides,
- 10 millions de dollars aux familles des Palestiniens condamnés à perpétuité, condamnés à de longues peines et membres des forces de sécurité.

En 2016, 173 millions de dollars de « paiements aux martyrs » ont permis de soutenir 35 100 familles, y compris les familles des kamikazes (attentat-suicide), selon les chiffres palestiniens,,. L'allocation est supérieure au salaire palestinien moyens,.
En 2025, un décret ordonne que les paiements soient transférés vers un organisme gouvernemental affilié au bureau du président, mettant en œuvre un nouveau mécanisme de décaissement, bien que les détails spécifiques n'aient pas encore été annoncés,.

### Fondation pour l'aide aux familles des martyrs
Entre janvier 1995 et juin 2002, le fonds a distribué annuellement 16 millions de shekels (NIS) aux familles de prisonniers, et entre juin 2002 et juin 2004, 88,5 millions de NIS par an,.
En 2016, le fonds dispose d'un budget annuel de 173 millions de dollars et soutient environ 35 100 familles, selon des chiffres palestiniens,. Les allocations sont versées aux familles des prisonniers et des Palestiniens tués dans des contextes allant des manifestations politiques qui deviennent violentes où les manifestants sont tués par des méthodes anti-émeutes non létales (comme être touché par une bombe lacrymogène) et aux individus emprisonnés pour des « crimes de droit commun ».
Selon la responsable du fonds, Intissar al-Wazir, chaque famille d'une personne décédée reçoit une allocation de base de 1 400 NIS (350 $), des montants supplémentaires étant accordés en fonction de la situation matrimoniale et du nombre d'enfants :
- les bénéficiaires mariés reçoivent 100 $ supplémentaires,
- chaque enfant ajoute 50 $ au paiement mensuel,
- les enfants recevaient une aide jusqu'à l'âge de 18 ans ou jusqu'à ce qu'ils commencent à travailler,
- les étudiants universitaires reçoivent une aide jusqu'à l'obtention de leur diplôme.

Les familles des personnes tuées par les forces de sécurité israéliennes reçoivent généralement des allocations de 800 à 1 000 dollars par mois, tandis que les familles des Palestiniens condamnés qui purgent une peine dans les prisons israéliennes reçoivent 3 000 dollars ou plus par mois,.
En 2017, l'Association nationale des familles de martyrs de Palestine a plaidé en faveur d'une augmentation du coût de la vie de leurs allocations, qui étaient restées inchangées depuis 2011.
En juin 2021, l'Autorité palestinienne a versé à la famille d'un Palestinien qui avait tué deux Israéliens 30 000 dinars jordaniens (42 000 dollars) pour « compléter le paiement du prix » de la maison de la famille qui avait été démolie par Tsahal.

### Fonds pour les prisonniers
Le système de paiement pour les prisonniers palestiniens est codifié dans la loi palestinienne. En vertu de la loi amendée sur les prisonniers palestiniens n° 19 (2004), les prisonniers qui ont purgé une année ou plus dans une prison israélienne ont droit, à leur libération, à l'assurance maladie et à une éducation scolaire, universitaire et professionnelle gratuite. S'ils deviennent fonctionnaires, la loi stipule que l'Autorité palestinienne « paiera ses cotisations de sécurité sociale et de retraite... pour les années qu'il a passées en prison ». Les personnes incarcérées ont droit à des allocations mensuelles « liées à l'indice du coût de la vie ». Des modifications apportées en 2013 permettent aux personnes libérées de prison de bénéficier d'une priorité pour l'obtention d'un emploi auprès de l'Autorité palestinienne, et stipulent que l'Autorité palestinienne « compensera la différence » si le salaire de la fonction publique « est inférieur à celui qu'il percevait en prison ». Les femmes qui ont purgé deux ans de prison et les hommes qui en ont purgé cinq ont le droit de recevoir des allocations pour le reste de leur vie. Le fonds verse également 106 dollars par mois en « argent de cantine » aux Palestiniens emprisonnés, y compris ceux qui sont emprisonnés pour des crimes non politiques tels que le vol de voitures et le trafic de drogue. Ces paiements ont totalisé plus de 10 millions de dollars pour soutenir les achats de nourriture et de vêtements en 2018. Hakim Awad, qui a perpétré la tuerie d'Itamar, en 2011, reçoit 14 000 dollars par an et peut s'attendre à recevoir plus de 1,9 million de dollars pendant toute la durée de son incarcération s'il vivait jusqu'à l'âge de 80 ans.
En 2016, le fonds pour les prisonniers palestiniens dispose d'un budget de 125 millions de dollars, selon le ministère palestinien des finances. Le commissaire aux affaires des prisonniers de l'OLP, Qadri Abu Bakr, a déclaré que l'OLP avait versé jusqu'à 181 millions de dollars en salaires aux Palestiniens emprisonnés en 2020. L'OLP a soutenu environ 7 500 prisonniers libérés et 4 500 prisonniers toujours détenus. L'ONG israélienne Palestinian Media Watch (en)avait précédemment estimé les paiements pour 2020 à 159 millions de dollars.

## Paiements du Hamas
Le Hamas gère un fonds distinct depuis des années, avant sa prise de contrôle de la bande de Gaza, en 2007. En 2001, le cheikh Ahmed Yassine, fondateur du Hamas, s'est vanté que les paiements du Hamas aux familles des prisonniers et des kamikazes s'élèvent à un total de 2 à 3 millions de dollars. Selon un rapport du gouvernement israélien datant de 2001, les familles de prisonniers reçoivent une somme forfaitaire initiale comprise entre 500 et 5 000 dollars, avec des allocations mensuelles d'environ 100 dollars, et des paiements plus élevés pour les familles des membres du Hamas.

## Rôle dans la société palestinienne
Les paiements dits « de martyrs » sont « extrêmement populaires » parmi les Palestiniens et ont été décrits comme « faisant partie de la morale de la société palestinienne »,. Le soutien à ces paiements parmi les Palestiniens atteint 91 %.
Selon Ziad Asali, président fondateur du groupe de travail américain sur la Palestine (en), les politiciens et les médias palestiniens ont élevé ces paiements au rang de « sacrés dans la politique palestinienne », et aucun gouvernement n'ose mettre fin à cette pratique. Le professeur Nathan J. Brown, de l'université George-Washington, affirme que les allocations versées aux familles des prisonniers sont « universellement soutenues par les Palestiniens ».
Le club des prisonniers palestiniens défend les allocations ; le dirigeant du club, Qadura Fares, maintient que les paiements soutenant les familles des prisonniers sont justes parce que les familles « font partie de notre peuple » et que « la famille n'a rien fait contre qui que ce soit ». Selon Fares, les attaques pour lesquelles les prisonniers sont condamnés ne sont « pas de la terreur », mais « font partie de la lutte » contre Israël.
En « juin 2017 », le président de l'Autorité palestinienne, Mahmoud Abbas, qualifie d'« agression contre le peuple palestinien » les efforts visant à mettre fin au paiement des martyrs et il défend les salaires versés aux Palestiniens emprisonnés en les qualifiant de « responsabilité sociale ». En réponse à la loi Taylor Force (en), une loi américaine qui suspend l'aide économique à l'Autorité palestinienne jusqu'à ce que le paiement des martyrs cesse, Abbas déclare « Nous n'arrêterons pas les paiements aux « martyrs » et aux prisonniers » et il s'engage à ce que « s'il nous reste un centime, nous le dépensions pour les familles des prisonniers et des martyrs ».